# 貨幣損傷等取締法
貨幣損傷等取締法（かへいそんしょうとうとりしまりほう、昭和22年法律第148号）は、貨幣を損傷または鋳潰すことを禁じることに関する日本の法律である。
1947年（昭和22年）12月4日に公布された。
この法律の制定前の、同様の規定を持つ補助貨幣ノ蒐集鋳潰又ハ毀傷ノ取締ニ関スル件（ほじょかへいのしゅうしゅういつぶしまたはそんしょうのとりしまりにかんするけん、昭和15年大蔵省令第40号）についても触れる。なお、本法施行時にこの大蔵省令を廃止している。
この法律は公布時補助貨幣損傷等取締法として制定されたが、1988年（昭和63年）4月1日、通貨の単位及び貨幣の発行等に関する法律附則14条により「貨幣損傷等取締法」と改題された。

## 大蔵省令の表題・法令番号・構成
補助貨幣ノ蒐集鋳潰又ハ毀傷ノ取締ニ関スル件（昭和15年6月11日大蔵省令第40号）
- 地金トシテ販売又ハ使用スル目的ヲ以テ補助貨幣ヲ蒐集、鋳潰又ハ毀傷スルコトヲ得ズ
- 前項規定ニ違反シタル者ハ三月以下ノ懲役又ハ百円以下ノ罰金ニ処ス

附則
- 本令ハ公布ノ日ヨリ之ヲ施行ス

この大蔵省令は補助貨幣損傷等取締法の施行に伴い廃止された。

## 本法における貨幣の定義
本法でいう「貨幣」とは、「通貨の単位及び貨幣の発行等に関する法律」に定める貨幣のことである。同法5条1項に定める「五百円、百円、五十円、十円、五円及び一円の六種類」の貨幣および同法5条3項に定める記念貨幣は、本法の規制対象となる。
従って、日本銀行券（いわゆる紙幣）は本法の対象外である。貨幣の場合とは異なり、2015年現在、日本銀行券を損傷することそれ自体を罰する法律はない。国立印刷局では「法令上、直ちに違法な行為とは言い切れない」との見解を示している。ただし、違法ではないが、傷みの激しい紙幣や、書き込みや印字が加えられた紙幣は、真券かどうかの判断がつきにくくなり、ATMや自動販売機で使えなくなるなどの支障もありうるため、「みんなで使うものですから、大切に使ってください」との要望を示している。ATM（現金自動預払い機）などの盗難抑止用として、装置に過度の衝撃が加えられると紙幣に塗布汚損され識別子となるインクがある。

## その他
日本以外の国では貨幣を加工することを認めている国がある。例えばアメリカ合衆国では貨幣の加工が認められており、観光地には硬貨を記念メダルに加工するスーベニアメダルマシン（1セント硬貨等を圧延、刻印する）という機械がよく設置されている。日本国内の観光地にも同様の機械が設置されていることがあるが、併設されている自動販売機で専用のコインを購入して刻印する。
日本国内でマジックに使用するギミック・コインは、一般に日本の硬貨以外のコインが使用される。これは、本法律で日本の硬貨を加工する事が禁じられている為である。なお、海外で加工した日本の五百円硬貨等をマジックのタネとして、販売目的で日本に持ち込もうとしたマジシャンらが関税法(第69条の11第1項第6号に規定する「貨幣の偽造品，変造品及び模造品」に該当)で摘発(輸入してはいけない貨物)され、最高裁判所で上告が棄却され刑が確定した例がある。
かつての日本では、三途川の渡り賃としての冥銭の思想から、火葬の際に遺体に硬貨を握らせたり、棺桶内に硬貨が添えられて焼かれていたが、現在では多くの火葬場で金属を副葬することを禁じているため、現行貨幣を使用することは基本的に行われなくなり、葬儀社が六文銭を模したものを準備して納めることが主流になっている
。